# Hagane: The Final Conflict
Hagane: The Final Conflict est un jeu vidéo d'action de type beat them all, développé par CAProductions, et édité par Hudson Soft en novembre 1994 au Japon, suivi de l'Amérique du Nord et de l'Europe en 1995 sur Super Nintendo. Hagane est connu pour son excellente réalisation et sa grande difficulté,.

## Synopsis
L'action se déroule dans un monde imaginaire futuriste féodal (cyberpunk) où deux clans qui maitrisent les arts secrets du ninja et de la magie noire, le clan Fuma et le clan Koma, s'affrontent. Le clan Fuma protège le Saint Graal, une source d'énergie capable de détruire le monde. Le clan Koma convoite le Saint Graal afin de dominer le monde.
Lors d'une attaque par le clan Koma, le clan Fuma est détruit, à l'exception du guerrier Hagane (qui signifie Acier en japonais), gravement blessé. Grâce à l'intervention du maître Momochi, Hagane est transformé en cyborg, à la façon de RoboCop. Sa mission est désormais de récupérer le Saint-Graal.

## Système de jeu
Hagane est armé d'un sabre (Ninjato), un grappin (Kaginawa), des couteaux de lancé (Kunais), des mini-bombes (Metsubushis), une magie provocant une onde de choc et une très grande agilité.
Le jeu consiste en 5 mondes nommés dans l'ordre : Path to disaster, Fortress of Doom, Violated Heavens, Cry of the Spirits (qui ressemble au premier niveau du jeu Super Ghouls'n Ghosts) et Into the Darkness. Chaque monde comprend des sous-niveaux.
Le niveau de vie est représenté sous forme de points et les boules de feu trouvées le long des niveaux permettent de récupérer de la vie (boule de feu rouge) ou d'augmenter son niveau totale de vie (boule de feu bleue).
Parmi les contributions notables, la création des personnages (character design) est le travail de Keita Amemiya.